# سكانو دي مونتيفيرو
سكانو دي مونتيفيرو، (بالإنجليزية: Scano di Montiferro)‏، (سردينيا: Iscanu)، هي بلدية في مقاطعة أوريستانو، في إقليم سردينيا الإيطالي، تقع على بعد حوالي 120 كم (75 ميل) شمال غرب كالياري، وحوالي 35 كم (22 ميل) شمال أوريستانو.

## تاريخ
كانت بلدية سكانو مأهولة بالسكان منذ عصور ما قبل التاريخ، وهو ما يتضح من الاكتشافات داخل حدودها، بما في ذلك مقابر دوموس دي جاناس وجيانت، إلى جانب العديد من المنشآت النوراغية. خلال العصور الوسطى، كانت سكانو جزءًا من إدارة مونتيفيرو في جيوديكاتو توريس. في عام 1259، بعد وفاة جيوديسيسا أديلاسيا، أصبحت تابعة لجيوديكاتو أربوريا. بحلول عام 1410، أصبحت تحت حكم أراغون، وفي عام 1421، دمجت في الأراضي التي تسيطر عليها عائلة زاتريلاس الكاتالونية.